# A Love Sublime
A Love Sublime (também conhecido como Orfeu) é um filme de drama norte-americano de 1917, dirigido por Tod Browning.

## Elenco
- Wilfred Lucas - Philip
- Carmel Myers - Toinette
- F. A. Turner - O professor (como Fred A. Turner)
- Alice Wilson - A escultora (como Alice Rae)
- George Beranger
- Jack Brammall
- James O'Shea - Policial
- Bert Woodruff
- Mildred Harris - Eurydice